# 김수희 (KBS 성우)
김수희(1943년 3월 10일 ~ )는 대한민국의 성우다.

## 주요 출연작품
라디오 드라마
- KBS 무대 그대, 정동진에 가면 (2000년 3월 5일)
- KBS 무대 과거를 물어주세요 (2001년 7월 8일)
- KBS 무대 귀여운 여인 (2001년 9월 16일)
- KBS 무대 포구엔 그리움이 있다 (2001년 12월 9일)
- KBS 무대 이닦는 여자 (2004년 11월 7일) - 강희母
- KBS 무대 가을과 노을 (2004년 12월 19일) - 김여사
- KBS 무대 떠나가는 배 (2008년 4월 19일)
- KBS 무대 귀녀는 괴로워 (2008년 11월 29일)